# Дубрава (Польща)
Дубрава (пол. Dubrawa) — село в Польщі, у гміні Жечнюв Ліпського повіту Мазовецького воєводства.
Населення — 140 осіб (2011).
У 1975-1998 роках село належало до Радомського воєводства.

## Демографія
Демографічна структура станом на 31 березня 2011 року:
|          | Загалом | Допрацездатний вік | Працездатний вік | Постпрацездатний вік |
| -------- | ------- | ------------------ | ---------------- | -------------------- |
| Чоловіки | 66      | 11                 | 48               | 7                    |
| Жінки    | 74      | 14                 | 48               | 12                   |
| Разом    | 140     | 25                 | 96               | 19                   |